# Зоологическа градина (Минск)
Зоологическата градина в Минск е разположена в югоизточната част на града, по поречието на река Свислач. Състои се от терариум, делфинариум „Немо“, аквариум и екзотариум „Ориноко“ – с животни от Южна Америка. В нея живеят редки видове от фауната на Беларус и екзотични видове.

## История
Зоологическата градина е открита на 9 август 1984 г. През 1998 г. започва реконструкция на зоопарка. От август 2006 до 14 март 2015 г. се изгражда отдел с животински видове от Южна Америка „Ориноко", който е наречен екзотариум.

## Колекция
В зоологическата градина се отглеждат колко 2000 животни от над 400 вида. В естествен залив образуван от река Свислач живеят водоплаващи птици. На 9 септември 2009 г. се ражда зубър, който е наречен на беларуския интернет домейн .by Байнет. В екзотариума живеят животни, които не са ловени от дивата природа, а са родени в други зоологически градини. В делфинариума живеят северните морски котки Елочка и Алекс, делфините Херкулес – Вита и Мика – Хюго, и морския лъв Николас.
В екзотериума „Ориноко“ живеят различни видове хищници и тревопасни – ягуари, маймуни, тропически птици, едри сладководни риби Арапайма и пирани, капибари, анаконди, каймани, костенурки, редки видове змии и други влечуги.
В делфинариум „Немо“ се осъществява екологическо образование – дава се информация за физиологията на делфините, особеностите им на поведение, обръща се внимание и на нуждите от опазването животинския вид и на неговите местообитания. Делфинариумът е част от международната група на културно-оздравителните комплекси „Немо“ в Киев, Одеса, Харков, Донецк, Бердянск, Ереван, Баку и Анапа. Той е с вместимост 700 посетители.

## Галерия
- Делфини в зоопарка
- Змии в екзотериума
- Екзотериумът
- Аквариумът
- Папагали
- Костенурки
- Елен
- Паун
- Лама